# کونساکا
کونساکا (انگلیسی: Consaca) نام شهری در کشور کلمبیا است.